# Rẻ quạt bụng vàng
Rẻ quạt bụng vàng (danh pháp khoa học: Chelidorhynx hypoxantha) là một loài chim trong họ Stenostiridae.
Loài chim này được tìm thấy ở đông bắc Pakistan, bắc Ấn Độ, Bangladesh, Bhutan, Nepal, tây nam Trung Quốc và Đông Nam Á (bao gồm bắc Thái Lan, bắc Lào, bắc Việt Nam và bắc Myanmar).
Trước đây nó được xếp trong họ Rẻ quạt (Rhipiduridae), nhưng phân tích DNA chỉ ra rằng nó có quan hệ họ hàng gần với chích tiên và vì thế được chuyển sang họ Stenostiridae (IOC World Bird List Lưu trữ ngày 24 tháng 7 năm 2011 tại Wayback Machine), trong chi đơn loài được phục hồi trở lại là Chelidorhynx.